# TAGRO
TAGRO（たぐろ）は、日本の漫画家、イラストレーター。中央大学中退。生年、出身地は非公開。
『変ゼミ』に石川県出身で金沢弁を話すという設定の人物が登場するが、TAGRO本人は石川県や金沢弁に縁はない。一時期、同人ペンネームに、たぐちたぐろう名義を使用していた。

## 来歴
大学中退後、編集プロダクションに契約社員として勤務。編プロ時代に｢絵が描ける｣という理由で雑誌カットを多数寄稿していた。編プロ時代の同僚に作家の北森鴻がいる。
1995年に伊藤明弘が『ヤングキングアワーズ』の原稿を4枚落とし、急遽依頼され執筆した代理原稿『MISSION OUTER SPACE』（4頁）で漫画家デビューしてしまったらしい 。以降、アニメやゲームのアンソロジーコミックを中心に漫画家活動を始める。カルト的人気を呼んだが、本人によると当初は「本当に売れなかった」らしい。
5頭身の可愛らしいキャラや8頭身のキャラ、さらに両方をほどよい感じで混ぜた中間的なものなど数々の彩風を使い分ける異色作家である。得意とするストーリーにもいくつかのタイプがあり、明るくポップな話・自分の心の内面と向き合うような痛々しく暗い話・変態的嗜好にこだわった話などを描く。初期は成人向け漫画での活動も多く、複乳フェチという珍しいジャンルを扱っていた。
2000年代に入ってからは、西尾維新や渡辺浩弐の小説イラストレーションを担当するなど、イラストレーターとしても知られるようになる。また、コミティアで発表した同人作品を中心に単行本化した短編集『マフィアとルアー』が評判となり、文芸雑誌『ファウスト』に漫画を掲載するなど、活躍の場を広げていく。
『変ゼミ』のヒット以降は『モーニング2』など、マニア向け青年誌での仕事がメインになっている。
初期の仕事として、ゲーム『メダロット4』『メダロット5』で、メダロット（ロボット）のデザインを担当していた。この仕事に関する経緯は、当時、TAGROがイラストを書いていた社内報や学習誌のクライアントの1つがメダロットの開発元と仲が良く、そのクライアントの「持ち駒」の中でTAGROが一番アニメのような絵が描けたため、というものだった。
2010年9月結婚。相手は漫画家の椎名麻子。
DJとしても活動しており、早稲田の音楽喫茶で定期的に「音ゼミ」というクラブイベントを開催している（2009年12月23日に行われた「音ゼミVol.3」ではあらゐけいいちも参加した）。

## 作品リスト

### 単行本（コミック）
- アガデベベ（1998年、ふゅーじょんぷろだくと）
- コールドメディシン A錠（1999年、ふゅーじょんぷろだくと）
- MAXI（1999年10月、コアマガジン）
- マフィアとルアー（2002年4月、スタジオDNA） - コミティアで発表された同人作品を中心とした短編集。
- 変態生理ゼミナール（2004年、大都社） - 『Comic快楽天』連載。
- A LOT OF（2004年、大都社）
- 宇宙賃貸サルガッ荘（2001年-2005年、『月刊Gファンタジー』、スクウェア・エニックス、全5巻）
- マフィアとルアー（2006年12月6日、講談社BOX） - 先述の同名単行本とは一部収録作が異なる。
- ひまわり伝っ!（原作：GoDo 2007年、『ヤングアニマル嵐』、白泉社）
- 変ゼミ（2006年-2015年、『モーニング2』、講談社、全11巻） - 『変態生理ゼミナール』のリメイク。
- 宇宙賃貸サルガッ荘（2009年-2010年、『月刊Gファンタジー』、講談社、全4巻）
- DON`T TRUST OVER THIRTY（2009年12月22日、短編集、講談社）
  - DON`T TRUST OVER THIRTY（『ファウスト』、講談社）
  - Limbo（『ファウスト』、講談社）
  - The world is full of angry young men.（『ファウスト』、講談社）
  - イキガミ様（『B.O.D.』、青林堂）
  - 昨日雨が降って、緑がきれいで、今日がお天気で、バカな君と一緒で（『マンガ・エロティクス』、太田出版）
  - イキガミ様とシニガミ様（『ファウスト』、講談社）
  - SON HAS DIED, FATHER CAN BE BORN.（『コミックファウスト』、講談社）
- パンティ&ストッキングwithガーターベルト（原作：GAINAX 『ヤングエース』、角川書店）
- マフィアとルアー（2011年9月、星海社文庫） - 講談社BOX版の文庫化だが、単行本の経緯説明が一部異なる。[8]
- イキガミ様（2011年11月-2016年5月、『ぽこぽこ』、太田出版） - 先述の同名読み切りの設定を引き継いだウェブ連載漫画。[9]
- つーつーうらうら☆ダイアリーズ（2015年-2016年、原作：TAGRO / 漫画：ヤス、『コミックREX』、一迅社、全2巻）
- 別式（2016年-2019年、『モーニング2』、講談社、全5巻）

### 未単行本化作品（コミック）
- スナオちゃんとオバケ国（漫画ホットミルク、コアマガジン → ヤングキングアワーズライト、少年画報社）

### アンソロジー
- To Heart Vol.1（スタジオDNA）
- To Heart 4コマ Vol.2、3（イラストのみ）、5（イラストのみ）（エニックス）
- 極秘四号機消滅中（ラポート）
- 只今初号機整備中（ラポート）

### キャラクターデザイン
- メダロット4（2001年3月23日）メダロット80体[10]
- メダロット5 すすたけ村の転校生（2001年12月14日）メイン男女2人以外のキャラクター、メダロット110体[10]

### その他（挿絵・イラスト）
- ちあき電脳探てい社（北森鴻著、1996-1997年、小学三年生、小学館）
- 世界シリーズ（西尾維新著、講談社ノベルス）
  - きみとぼくの壊れた世界
  - 不気味で素朴な囲われた世界
  - きみとぼくが壊した世界
  - 不気味で素朴な囲われたきみとぼくの壊れた世界
- 11人のサト（米澤穂信著、まんたんブロード掲載）
- Hな人人（渡辺浩弐著、ファウスト、コミックファウスト掲載）
- 2999年のゲーム・キッズ 完全版DX（渡辺浩弐著、講談社BOX）
- テレビアニメ『ぱにぽにだっしゅ!』第7話のエンドカード
- PROJECT G げんしけん「同人誌」21-22ページ